# Kedrick Brown
Pour les articles homonymes, voir Brown.
Kedrick Brown, né le 18 mars 1981 à Zachary (Louisiane), aux États-Unis, est un joueur américain de basket-ball. Il évolue au poste d'ailier.